# Fort Sommelsdijk

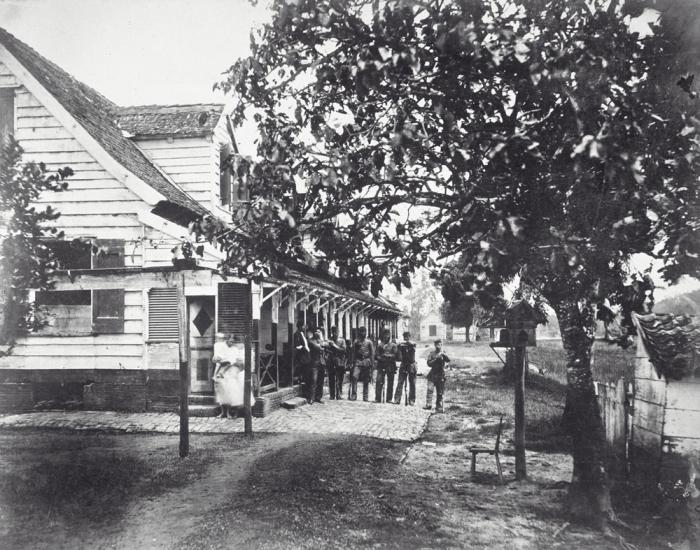
Militairen in Fort Sommelsdijck (1884)

Fort Sommelsdijk was een Nederlands koloniaal fort in Suriname. Het was gelegen op het punt waar de rivieren Commewijne en Cottica samenvloeien. Het had tot doel het achterland te beveiligen tegen invallen.
Het fort werd gesticht in 1686 en werd vernoemd naar Cornelis van Aerssen van Sommelsdijck, de toenmalige gouverneur van Suriname. In 1715 werd het fort versterkt, maar in 1748 werd het buiten gebruik gesteld. Het was overbodig geworden na het gereed komen, in 1747, van Fort Nieuw-Amsterdam aan de monding van de Commewijne. Wel bleven er een dokterspost (Chirurgijns Etablissement) en een militaire post gevestigd. Hierna was er van 1785 tot 1818 een missiepost gevestigd van de Evangelische Broedergemeente Suriname met onder andere een hospitaal. 
In 1870 werd het fort geheel verlaten. Begin 21e eeuw is het nauwelijks meer herkenbaar; het is vrijwel volledig opgegaan in de natuur.